# Nicole Eisenman

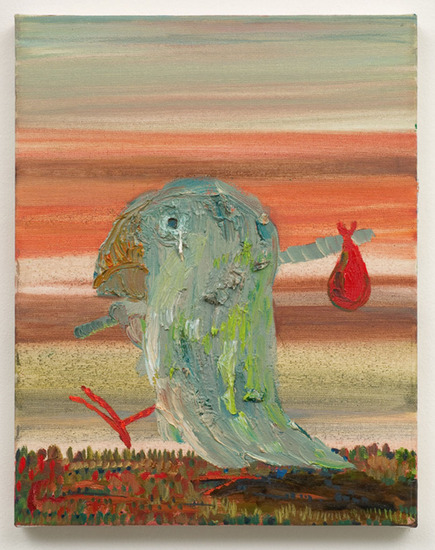
"Foghorn Hits the Road". Oli sobre tela, 2007.

Nicole Eisenman (Verdun, 1965) és una artista nord-americana coneguda principalment per les seves pintures. Eisenman va ser professora en Bard College, a Annandale-on-Hudson, des de 2003 fins a 2009. Ha estat guardonada amb la beca Guggenheim (1996), el Premi Carnegie (2013), i ha estat inclosa dues vegades a la Biennal de Whitney (1995, 2012). El 29 de setembre de 2015 va guanyar el premi MacArthur "Genius Grant" per "recuperar per a la representació de la forma humana un significat cultural que durant l'ascens de l'abstracció en el segle XX s'havia vist minvat". Eisenman actualment viu i treballa a Brooklyn.

## Trajectòria
Va néixer el 1965 a Verdun, França, on el seu pare tenia una plaça com a psiquiatra a l'exèrcit. Va créixer a Scarsdale, Nova York i es va graduar a l'Escola de Disseny de Rhode Island l'any 1987. La seva besàvia era Esther Hamerman.
Les pintures figuratives a l'oli d'Eisenman juguen sovint amb temes de sexualitat, comèdia, i caricatura. Tot i que és coneguda per les seves pintures, l'artista també crea instal·lacions, dibuixos, impressions, i escultures. Juntament amb A.L. Steiner, és la cofundadora del queer/feminist curatorial initiative Ridykeulous.
Les pintures d'Eisenman de vegades són retrats expressionistes de personatges que segons ella estan caracteritzats com els seus amics i fins i tot com ella mateixa. Aquests personatges estan basats en percepcions sobre la vida des de la perspectiva cultural i contemporània d'Eisenman.
La majoria dels seus treballs inicials s'inspiren en Edvard Munch, Philip Guston i Amy Sillman.

## Exposicions

### En solitari
- Nicole Eisenman, Kunsthalle Zürich (2007)[8]
- Matrix 248, Berkeley Art Museum (2013)[12]
- Dear Nemesis, Nicole Eisenman 1993–2013, Contemporary Art Museum St. Louis (2014).[13]
- Dear Nemesis: Nicole Eisenman 1993–2013, Institute of Contemporary Art, Philadelphia (2014).[14]
- Masterpieces & Curiosities: Nicole Eisenman’s Seder (2015), The Jewish Museum[15]
- Nicole Eisenman: Al-ugh-ories, New Museum (2016)[16]
- Nicole Eisenman: Dark Light, Secession, Vienna, Àustria (2017)[17]

### En grup
- Whitney Biennial, Whitney Museum of American Art (1995)[18]
- Provocations, Califòrnia Art Center (2004)
- Prospect.2 Nova Orleans (2011)[19]
- Whitney Biennial, Whitney Museum of American Art (2012)[20]
- 2013 Carnegie International, Carnegie Museum of Art (2013).[1]
- Manifesta10, The Hermitage Museum, St. Petersburg (2014)[21]
- NYC 1993: Experimental Jet Set, Trash and No Star, New Museum (2013)
- The Forever Now: Contemporary Painting in an Atemporal World, MoMA (2014)[22]
- Scenes from the Collection, The Jewish Museum, Nova York (2018)[23]
- Whitney Biennial, Whitney Museum of American Art (2019)

## Reconeixements
Eisenman ha rebut nombroses beques i premis, entre les quals la Beca Guggenheim (1996), el Premi Carnegie, el Premi Anònim era dona (2014) i la Beca Louis Comfort Tiffany (1995). També va rebre una "beca per a genis" de MacArthur 2015. També l'any 2015, va ser inclosa en The Forward 50.

## Col·leccions
La feina de l'artista es pot trobar en un seguit d'institucions, entre les quals:
- Institut d'Art de Chicago[28]
- Museu d'Art Modern, Nova York[29]
- Museu d'Art Modern de San Francisco
- Centre d'Art Walker, Minneapolis[30]
- Museu Whitney d'Art Americà, Nova York[31]
- Kunsthalle, Zürich
- El Museu Jueu[32]